# Joseph Steichen
Joseph Steichen (Ciutat de Luxemburg, 31 de juliol de 1855 - Ciutat de Luxemburg, 23 de març de 1938) fou un banquer i jutge luxemburguès.
Fou membre del Consell d'Estat de Luxemburg entre el 31 de desembre de 1898 i el 23 de març de 1938. Del 27 de febrer de 1931 al 20 de febrer de 1932 presidí aquesta institució.

## Distincions
- Gran Oficial de l'Orde de la Corona de Roure (promoció de 1929)[4]
- Gran Oficial de l'Ordre de la Corona de Bèlgica[1]
- Oficial de la Legió d'Honor de França[1]